# All Creatures Great and Small (2020)
All Creatures Great and Small is een Britse televisieserie die zich afspeelt in de late jaren dertig en het verhaal vertelt van een jonge dierenarts die zich in de crisisjaren vanuit Glasgow in Yorkshire vestigt. Het boek waarop de serie is gebaseerd werd geschreven door schrijver en dierenarts Alf Wright onder het pseudoniem James Herriot. De televisieserie wordt geproduceerd door Playground Entertainment voor Channel 5 in het Verenigd Koninkrijk, en door PBS in de Verenigde Staten.
De televisieserie is een remake van een eerdere Britse televisieserie All Creatures Great and Small, die 90 afleveringen kende en liep van 1978 tot en met 1990. De serie wordt gefilmd in de Penninisch Gebergte, en dan met name in Yorkshire.
Het eerste seizoen, dat bestaat uit zes afleveringen en een speciale kerstaflevering, werd gefilmd ter ere van het vijftigjarige bestaan van het eerste boek van James Herriot. De eerste aflevering werd in het Verenigd Koninkrijk uitgezonden op 1 september 2020, en in de Verenigde Staten op 10 januari 2021. Vanwege het succes van het eerste seizoen werd besloten deze televisieserie uit te breiden met meerdere seizoenen. In 2024 werd het vijfde seizoen uitgezonden en een zesde seizoen aangekondigd.

## Verhaal
De televisieserie gaat over James Herriot (Nicholas Ralph), een jonge dierenarts die in 1937 de crisis in Glasgow wil ontvluchten en solliciteert als assistent van een dierenarts in een praktijk in Yorkshire, die gerund wordt door de eigenzinnige Siegfried Farnon (Samuel West). James wordt door Siegfried aangenomen en maakt vervolgens kennis met het praktijk in Skeldale House en het huishouden hieromheen, Siegfried, diens broer Tristan (Callum Woodhouse) en de huishoudster Mrs. Hall (Anna Madeley). Tijdens de eerste weken maakt hij kennis met de lokale bewoners, en merkt dan al snel dat zijn opvoeding in het stadsleven en het dorpsbestaan twee aparte werelden zijn. De boerendochter Helen Anderson (Rachel Shenton) maakt al snel indruk op hem. Maar ze is verloofd met een lokale inwoner en James wordt vooralsnog genoodzaakt zijn gevoelens voor zich te houden.

## Rolverdeling

### Hoofdrollen
- Nicholas Ralph - als James Herriot, een jonge dierenarts.
- Samuel West - als Siegfried Farnon, een dierenarts en eigenaar van de dierenartsenpraktijk en van Skeldale House.
- Callum Woodhouse - als Tristan Farnon, de jongere broer van Siegfried. (Seizoen 1 - 3)
- Anna Madeley - als mrs. Audrey Hall, de huishoudster van Skeldale House.
- Rachel Shenton - als Helen Alderson, een lokale dorpsbewoner die de interesse wekt van James.
- James Anthony-Rose - als beginnende dierenarts Richard Carmody die het team komt versterken na het vertrek van Tristan Farnon (Seizoen 4)

### Bijrollen
- Diana Rigg (seizoen 1) en Patricia Hodge (seizoen 2 - 4) als mrs. Pumphrey, een rijke dorpsbewoner en eigenaresse van de pekingees Tricki Woo.
- Matthew Lewis - als Hugh Hulton, een rijke landeigenaar die verloofd is met Helen (seizoen 1 - 2).
- Maimie McCoy - als Dorothy, een vriendin van mrs. Hall die de interesse krijgt van Siegried (seizeon 1).
- Mollie Winnard - als Maggie, de barkeepster van de lokale café en een goede vriendin van Tristan.
- Tony Pitts - als Richard Alderson, de vader van Helen.
- Imogen Clawson - als Jenny Alderson, de jongere zus van Helen.
- Dorothy Atkinson - als Diana Brompton, een gescheiden vrouw die flirt met Siegfried (seizoen 2).
- Will Thorp - als Gerald Hammond, een lokale bewoner die interesse toont in mrs. Hall (seizoen 2 - 4).
- Gabriel Quigley - als Hannah Herriott, de moeder van James.
- Drew Cain - als James Herriot sr., de vader van James.

## Afleveringen
| Seizoen | Aantal afleveringen           | Originele uitzenddatum               |  |
| ------- | ----------------------------- | ------------------------------------ |  |
| 1       | 7 (inclusief kerstaflevering) | 1 september 2020 – 22 december 2020  |  |
| 2       | 7 (inclusief kerstaflevering) | 16 september 2021 – 24 december 2021 |  |
| 3       | 7 (inclusief kerstaflevering) | 15 september 2022 – 23 december 2022 |  |
| 4       | 7 (inclusief kerstaflevering) | 5 oktober 2023 – 21 december 2023    |  |
| 5       | 6                             | 19 september 2024 – 24 oktober 2024  |  |

## Seizoen 1
| Nummer | Aflevering | Titel                                   | Regisseur      | Schrijver                    | Uitzenddatum Verenigd Koninkrijk | Kijkers Verenigd Koninkrijk x 1 miljoen |
| --- | ---------- | --------------------------------------- | -------------- | ---------------------------- | -------------------------------- | --------------------------------------- |
| 1 | 1          | You've Got to Dream                     | Brian Percival | Ben Vanstone                 | 1 september 2020                 | 5,49                                    |
| De pas afgestudeerde dierenarts James Herriot reist vanaf zijn geboorteplaats Glasgow naar het dorp Darrowby in Yorkshire voor een sollicitatiegesprek in de praktijk van Siegfried Farnon. Siegfried neemt James mee naar zijn eerste klus om een abces in de hoef van een ruin te behandelen. James ontmoet Helen Alderson terwijl hij een gewond kalf behandelt, en zij dringt er bij hem op aan zich niet te laten kleineren door Siegfried om zo zijn respect te winnen. De lokale bevolking voert James dronken en hij haalt hierdoor een paar katten door elkaar terwijl hij ze probeert te voeren, waardoor Siegfried bijna de verkeerde castreert. James weet zich te bewijzen nadat hij het leven van een koe en haar kalf heeft gered, waardoor Siegfried hem een vaste baan als zijn assistent aanbiedt. |            |                                         |                |                              |                                  |                                         |
| 2 | 2          | Another Farnon?                         | Brian Percival | Ben Vanstone                 | 8 september 2020                 | 5,03                                    |
| James haalt Siegfrieds jongere broer Tristan op van het station, en ze krijgen dan een klein ongelukje met Siegfrieds nieuwe auto. Tristan kondigt aan dat hij is afgestudeerd aan de veterinaire universiteit van Edinburgh, en wil zich bij de praktijk voegen. James neemt hem mee op zijn rondes en heeft moeite met het omgaan met een koe die aan melkziekte lijdt. Hij doet het beter met mevrouw Pumphrey en haar pekingees Tricki Woo, wat haar ertoe brengt hem uit te nodigen voor een feestje, waar hij Helens verloofde Hugh Hulton ontmoet. Terwijl James en Siegfried op het dansfeest van mevrouw Pumphrey zijn, speelt mevrouw Hall een potje cricket met Tristan en komt erachter dat Tristan niet eerlijk is geweest over zijn afstuderen. Technisch gezien slaagde hij wel voor zijn laatste examen, maar zakte hij voor twee andere. |            |                                         |                |                              |                                  |                                         |
| 3 | 3          | Andante                                 | Metin Hüseyin  | Lisa Holdsworth              | 15 september 2020                | 5,22                                    |
| Siegfrieds sollicitatie naar de functie van dierenarts op de renbaan komt in gevaar nadat Hugh, de eigenaar van de trefzekere racewinnaar en trots van het dorp Andante, woest wordt op James die in zijn ogen zijn paard verkeerd heeft gediagnosticeerd met fatale gevolgen. Tristan geniet van zijn nieuwe baan om schulden van klanten te innen, totdat hij het allemaal opdrinkt in de kroeg, maar vervolgens voorkennis in zijn voordeel gebruikt om te wedden op de tweede favoriet om het geld terug te winnen. Mevrouw Hall probeert Helen te helpen haar jongere zus aan te moedigen zich te realiseren dat er meer in het leven is dan landbouw. |            |                                         |                |                              |                                  |                                         |
| 4 | 4          | A Tricki Case                           | Andy Hay       | Freddy Syborn                | 22 september 2020                | 4,81                                    |
| Naast het ontwikkelen van zijn relatie met Helen, wordt James ingeschakeld om Tricki, de pekingees van mevrouw Pumphrey, weer op een gezond gewicht te krijgen. Tristan neemt echter de verantwoordelijkheid op zich, vastbesloten om zo het vertrouwen te verdienen van Siegfried om zo zijn aanstaande terugkeer naar diergeneeskunde te verdienen. Daarbij wordt hij niet geholpen door het feit dat de hond zich overgeeft aan de dure voedingsmiddelen die mevrouw Pumphrey aan de praktijk geeft om de hond te overbruggen terwijl hij niet thuis is. Mevrouw Hall maakt zich zorgen over het gebrek aan correspondentie van haar zoon, terwijl de Farnons elkaar de verantwoordelijkheid geven bij het onderzoeken van een nogal woeste hond. |            |                                         |                |                              |                                  |                                         |
| 5 | 5          | All's Fair                              | Metin Hüseyin  | Debbie O'Malley              | 29 september 2020                | 4,87                                    |
| Op de dag van de lokale dierenshow stemt James ermee in om op te treden als behandelend dierenarts en de vee- en huisdierenwedstrijden te beoordelen, niet wetende dat het een belastende en ondankbare opdracht is. Siegfried, Tristan en mevrouw Hall wedden allemaal op wanneer James geïrriteerd zal aftreden. James ervaart druk van bijna elke concurrent, en van Helen, die graag een gunstige beoordeling van haar prijsstier wil in de hoop een winstgevende verkoop veilig te stellen. Siegfried ontmoet een aantrekkelijke en ongebonden vriendin van mevrouw Hall, Dorothy, maar ondanks hun wederzijdse aantrekkingskracht rouwt Siegfried nog steeds om zijn overleden vrouw. |            |                                         |                |                              |                                  |                                         |
| 6 | 6          | A Cure for All Ills                     | Andy Hay       | Julian Jones en Ben Vanstone | 6 oktober 2020                   | 5,17                                    |
| James voelt zich schuldig als hij een boer zijn aanbeveling geeft om een koe aan te kopen, die nu ziek is met een abces dat hij niet kan genezen. Tristan wordt een vurig pleitbezorger voor een riskante procedure voor de koe, die Siegfried, als hoofd van de praktijk, ten strengste verbiedt. Aangemoedigd door Helen voert James dan toch een operatie uit aan de koe, bijgestaan door Tristan, waar Siegfried met tegenzin mee instemt nadat hij aanvankelijk had geprobeerd de koe te stoppen. Op het verrassingsverjaardagsfeestje van James verbreekt Maggie, de barvrouw, haar onstabiele relatie met Tristan, daarbij verwijzend naar zijn gebrek aan ernst. De operatie is een succes. Later bij café Drover's Arms, promoveert Siegfried James tot bevoegd dierenarts. |            |                                         |                |                              |                                  |                                         |
| 7 | 7          | The Night Before Christmas Kerstspecial | Andy Hay       | Ben Vanstone                 | 22 december 2020                 | 4,99                                    |
| Op Siegfrieds kerstavondfeest voor de dorpelingen wordt Helen moe van mensen die met haar praten over haar aanstaande huwelijk, dus gaat ze met James mee op een noodoproep naar de afgelegen boerderij van de Chapmans, waar een hond een moeilijke bevalling heeft. De twee krijgen een band door de kwetsbaarheid van een van de puppy’s, en komen 's nachts door mist op de boerderij vast te zitten. Ze worstelen om hun aantrekkingskracht op elkaar te bedwingen, en Helen vraagt zich af of trouwen met Hugh is wat ze echt wil. Siegfried zoekt lessen in verkering van Tristan in een poging om wat zinvolle tijd met Dorothy door te brengen. Mevrouw Hall is gespannen van opwinding over het kerstbezoek van haar van haar vervreemde zoon. Tristan helpt Maggie‘s verlegen broertje met een zieke ezel en krijgt in ruil daarvoor een vroeg kerstcadeau onder de maretak van zijn ex-vriendin. Op kerstochtend blaast Helen haar huwelijk met Hugh af. |            |                                         |                |                              |                                  |                                         |

## Seizoen 2
| Nummer | Aflevering | Titel                              | Regisseur      | Schrijver          | Uitzenddatum Verenigd Koninkrijk | Kijkers Verenigd Koninkrijk x 1 miljoen |
| --- | ---------- | ---------------------------------- | -------------- | ------------------ | -------------------------------- | --------------------------------------- |
| 8 | 1          | Where the Heart Is                 | Brian Percival | Ben Vanstone       | 16 september 2021                | 4,33                                    |
| Na een korte terugkeer naar huis in Glasgow krijgt James een vaste baan aangeboden bij een plaatselijke dierenartsenpraktijk aldaar, en hij moet kiezen tussen de wensen van zijn moeder dat hij dichter bij huis is en de plek in Yorkshire waar hij van is gaan houden. Zijn kijk op Yorkshire wordt later bezoedeld na een botsing met landelijke waarden wanneer hij zich verzet tegen de wens van de Aldersons om hun hond in te laten slapen, die de lokale schapen terroriseert. Siegfried worstelt om te blijven verbergen hoe Tristan het niet zo goed deed in zijn studie als hij iedereen heeft doen geloven, vooral wanneer Tristan per ongeluk zijn eerste patiënt doodt. |            |                                    |                |                    |                                  |                                         |
| 9 | 2          | Semper Progrediens                 | Brian Percival | Ben Vanstone       | 23 september 2021                | 4,24                                    |
| De tijd van het grote dorpsfeest is aangebroken, en elk lid van de praktijk zit gevangen tussen hun plichten jegens hun patiënten en hun mogelijke dates. Nu hij een formeel aanbod heeft ontvangen van de praktijk in Glasgow, realiseert James zich dat het enige dat hem in Yorkshire houdt, een mogelijke toekomstige relatie met Helen is. Maar hij gaat te ver in zijn pogingen om haar aarzeling bij de dans te respecteren. Tristan laat Siegfried beseffen dat hij te verlegen wordt, en Siegfried is vastbesloten om zichzelf te bewijzen in het bijzijn van zijn date Diana Brompton en een veeleisende klant. Mevrouw Hall wordt verliefd op een nieuwe klant. |            |                                    |                |                    |                                  |                                         |
| 10 | 3          | We Can But Hope                    | Sasha Ransome  | Chloë Mi Lin Ewart | 30 september 2021                | 4,95                                    |
| Het lot van een worstelende jonge weduwe veroorzaakt moeilijkheden voor de ontluikende romance van James en Helen. Ondertussen heeft Siegfried een ander plan, met kippen, om Tristan in vorm te krijgen. Een bezoek van de pekingees Tricki Woo zorgt voor chaos in Skeldale House. |            |                                    |                |                    |                                  |                                         |
| 11 | 4          | Many Happy Returns                 | Sasha Ransome  | Debbie O'Malley    | 7 oktober 2021                   | 4,73                                    |
| Het is in meer dan één opzicht een belangrijke dag voor Tristan, want hij viert zijn verjaardag en Siegfried geeft hem nieuwe verantwoordelijkheden als dierenarts. Tristan moet de druk weerstaan en slagen in de uitdaging van zijn oudere broer voordat hij terugkeert naar Skeldale voor de festiviteiten van zijn verjaardag. Ondertussen herinnert mevrouw Hall James eraan dat hij Helen wat waarheden moet vertellen. |            |                                    |                |                    |                                  |                                         |
| 12 | 5          | The Last Man In                    | Andy Hay       | Debbie O'Malley    | 14 oktober 2021                  | 4,69                                    |
| Wanneer een bekend gezicht uit Helens verleden terugkeert naar Darrowby, maakt James zich zorgen dat hij om haar aandacht moet strijden, en stapt hij naar voren om het tegen hem op te nemen tijdens de jaarlijkse cricketwedstrijd van mevrouw Pumphrey. De rest van Skeldale House is ongerust omdat het spel ruw kan zijn. Siegfried doet zijn best om James te trainen en een onwillige Tristan te laten invallen, maar het ziet er niet goed uit voor hun team. |            |                                    |                |                    |                                  |                                         |
| 13 | 6          | Home Truths                        | Andy Hay       | Ben Vanstone       | 21 oktober 2021                  | 4,80                                    |
| James vraagt Helen ten huwelijk, die het accepteert. Later vraagt hij toestemming aan Helens vader, die James de verlovingsring van zijn vrouw geeft om aan Helen te geven. De ouders van James komen op bezoek vanuit Schotland, in de verwachting dat hij daar zal gaan werken. James verontschuldigt zich dat hij het hen niet eerder heeft verteld, maar hij wil blijven waar hij is en kondigt aan dat Helen zijn verloofde is. Tristan helpt een diepbedroefde vrouw, die haar hond verloor nadat deze werd aangereden door een auto. Hij ontdekt al snel dat de vrouw geen hulp wil aanvaarden, maar besluit dan toch om niet op te geven. |            |                                    |                |                    |                                  |                                         |
| 14 | 7          | The Perfect Christmas Kerstspecial | Andy Hay       | Ben Vanstone       | 24 december 2021                 | 4,75                                    |
| Op kerstavond realiseren James en Helen zich dat ze de volgende dag worden verwacht op twee kerstlunches, wat hen de nodige stress bezorgt. Siegfried geeft zijn jaarlijkse kerstavondfeest voor de dorpelingen. Pekingees Tricki Woo is ernstig ziek geworden met gastro-enteritis, waarbij James, Tristan en Siegfried hem allemaal proberen te redden. James stelt voor om Tricki Woo dezelfde verdovingsinjectie te geven die eerder de schijnbaar stervende ooi van meneer Kitson redde, en dit werkt uiteindelijk ook voor Tricki Woo. Iedereen wijzigt zijn plannen voor de kerstlunch om ervoor te zorgen dat mevrouw Pumphrey haar dag niet alleen doorbrengt. Tristan slaagt voor zijn eindexamen, zodat hij nu een volwaardige dierenarts kan zijn. Hij ontdekt echter ook dat Maggie zich heeft verloofd met een andere man. |            |                                    |                |                    |                                  |                                         |

## Seizoen 3
| Nummer | Aflevering | Titel                               | Regisseur        | Schrijver          | Uitzenddatum Verenigd Koninkrijk | Kijkers Verenigd Koninkrijk x 1 miljoen |
| --- | ---------- | ----------------------------------- | ---------------- | ------------------ | -------------------------------- | --------------------------------------- |
| 15 | 1          | Second Time Lucky                   | Brian Percival   | Ben Vanstone       | 15 september 2022                | 3,93                                    |
| Het is voorjaar 1939 en Tristan is nu gediplomeerd dierenarts en kan meer werk op de praktijk aan, hoewel hij daar niet altijd klaar voor is. James en Helen beginnen zich te realiseren dat ze, als ze getrouwd zijn, zich moeten aanpassen aan elkaars prioriteiten. Op James' vrijgezellenavond wordt hij dronken en slaapt hij in de schuur van een boerderij, waar hij de volgende ochtend, zijn trouwdag, een hele kudde koeien test op tbc. Tristan en Siegfried raken de trouwring kwijt, maar iedereen slaagt erin om op tijd op de bruiloft te zijn. James en Helen vertrekken op huwelijksreis, nadat Siegfried James tot partner in de praktijk heeft gemaakt. De tekenen van oorlog nemen toe naarmate de rekrutering voor de strijdkrachten lokaal begint. |            |                                     |                  |                    |                                  |                                         |
| 16 | 2          | Honeymoon's Over                    | Andy Hay         | Chloe Mi Lin Ewart | 22 september 2022                | 3,76                                    |
| Helen en James beginnen hun huwelijksleven in de slaapkamer op de zolder van Skeldale House, maar hoewel ze samen gelukkig zijn, hebben ze te kampen met Siegfrieds terughoudendheid om ondanks het nieuwe partnerschap enige echte verantwoordelijkheid aan James over te dragen, of de inkomsten eerlijk te verdelen. Helen biedt aan om te helpen met de chaotische boekhouding als ze niet op de boerderij van haar vader werkt, maar Siegfried ondermijnt dit. Er zijn discussies over de praktijk die betrokken raakt bij omstreden tbc-testen. Tristan redt het leven van een hond en komt in nauwer contact met zijn eigenaar, Florence Pandhi, dochter van een rivaliserende dierenarts. Siegfried en James zoeken samen uit wat de oorzaak is van het sterven van kalveren op een lokale boerderij en verzoenen zich. Lokale mannen beginnen zich bij het leger aan te sluiten vanwege de dreigende oorlog. |            |                                     |                  |                    |                                  |                                         |
| 17 | 3          | Surviving Siegfried                 | Brian Percival   | Ben Vanstone       | 29 september 2022                | 3,70                                    |
| James voelt zich nog steeds uitgebuit in de werkverdeling, aangezien Tristan beweert volledig bezig te zijn met het werk met kleine dieren. Siegfried begint veel tijd te besteden aan het redden van een renpaard dat doodsbang is geworden om bereden te worden en waarschijnlijk afgemaakt wordt. De problemen die hij tegenkomt, brengen de trauma's terug die hij heeft meegemaakt als paardendierenarts in de Eerste Wereldoorlog. Helen en James raken verwikkeld in geschillen met boeren over tbc-testen. Tristan moet de apotheek opruimen, maar een verkoper haalt hem over om nutteloze kalmerende middelen te kopen. Later wordt Tristan aangevallen door een kat waarvan de eigenaar niet wil betalen om hem te laten steriliseren. Siegfried worstelt met slecht nieuws, maar volhardt in zijn pogingen om het renpaard te redden.                                                                     |            |                                     |                  |                    |                                  |                                         |
| 18 | 4          | What a Balls Up!                    | Andy Hay         | Chloe Mi Lin Ewart | 6 oktober 2022                   | 3,80                                    |
| Als de tekenen van mogelijke oorlog in Darrowby toenemen, koopt Tristan een auto, die zo luidruchtig is dat de pekingees Tricki-Woo, die in Skeldale House verblijft, bang wordt en Siegfried irriteert. Tristan beweert dat het hem zal helpen om meer werk op de boerderij te doen. James is in de clinch met het ministerie over het tbc-testprogramma, en Helen begint te helpen de zaken beter op orde te brengen. Mevrouw Hall wordt uitgenodigd voor een date, en Tristan vraagt ook iemand mee uit. Geen van beide gelegenheden verloopt echter zoals gepland. |            |                                     |                  |                    |                                  |                                         |
| 19 | 5          | Edward                              | Andy Hay         | Karim Khan         | 13 oktober 2022                  | 3,86                                    |
| Mevrouw Hall gaat een dagje uit naar Keighley om een belangrijk iemand te ontmoeten, en Tristan krijgt de leiding over de huishoudelijke taken in Skeldale House. Hij is getuige van de manier waarop Siegfried omgaat met een schooljongen die is gestuurd voor een dag werkervaring. In Keighley vindt mevrouw Hall praten aanvankelijk moeilijk, terwijl Helen op de boerderij van haar familie ontdekt dat Jenny de school heeft verlaten omdat ze liever op de boerderij werkt. Aan het eind van de dag lopen de spanningen in Skeldale House op tussen een aantal van de bewoners. |            |                                     |                  |                    |                                  |                                         |
| 20 | 6          | For Whom the Bell Tolls             | Stewart Svaasand | Jamie Crichton     | 20 oktober 2022                  | 3,71                                    |
| Het is september 1939 en de tekenen van een mogelijke oorlog zijn overal aanwezig in Darrowby, inclusief de eerste geëvacueerde kinderen. Helen en James staan voor een moreel dilemma over het testen op tuberculose, wat ernstige gevolgen kan hebben voor hun toekomst. Ondertussen gaat Tristan lunchen en wordt stomdronken. Als hij hersteld is, doet hij een gewaagde zet. Mevrouw Pumphrey gebruikt haar huis als oorlogstuin en toevluchtsoord voor ontheemde kinderen en huisdieren. Siegfried en Tristan maken weer ruzie en Helen gaat aan de slag om James te redden op het Ministerie. De oorlog wordt officieel, en de toekomst van verschillende personages staat op het spel. |            |                                     |                  |                    |                                  |                                         |
| 21 | 7          | Merry Bloody Christmas Kerstspecial | Stewart Svaasand | Ben Vanstone       | 23 december 2022                 | 3,86                                    |
| Darrowby probeert ondanks het beginnen van de oorlog van Kerstmis 1939 te genieten. Tristan verveelt zich door het gebrek aan werk met kleine dieren, maar Siegfried raakt in conflict tussen de gezondheid van een paard en de mogelijkheid om te voorkomen dat Tristan wordt opgeroepen. Mevrouw Hall hoort nieuws van Gerald dat haar van streek maakt. Pekingees Tricki-Woo bevindt zich in de schaduw van een kitten, en het huishouden van Skeldale wordt verlevendigd door de komst van een jonge evacué. |            |                                     |                  |                    |                                  |                                         |

## Seizoen 4
| Nummer | Aflevering | Titel                               | Regisseur        | Schrijver       | Uitzenddatum Verenigd Koninkrijk | Kijkers Verenigd Koninkrijk x 1 miljoen |
| --- | ---------- | ----------------------------------- | ---------------- | --------------- | -------------------------------- | --------------------------------------- |
| 22 | 1          | Broodiness                          | Andy Hay         | Jamie Crichton  | 5 oktober 2023                   | 3,73                                    |
| Het is voorjaar 1940, en de dierenartsenpraktijk is druk, terwijl Tristan het huis heeft verlaten en nu dierenarts is in het leger. Siegfried maakt een blunder als hij praat met een weduwe boer. Helen probeert te helpen met de administratie, maar maakt een gênante fout. James wordt aangevallen door een jongen wanneer hij voor een zieke hond probeert te zorgen. Mevrouw Hall besluit dat ze veranderingen in haar persoonlijke leven moet aanbrengen, maar vindt het moeilijk om het verleden onder ogen te zien. Helen begint aan kinderen te denken. James moet toegeven dat hij de eigenaar van de zieke hond verkeerd had ingeschat, en is in staat om de jongen een nuttige rol te geven en de hond een betere kans te geven om beter te worden. |            |                                     |                  |                 |                                  |                                         |
| 23 | 2          | Carpe Diem                          | Andy Hay         | Helen Raynor    | 12 oktober 2023                  | 3,63                                    |
| Om orde te scheppen in de administratieve chaos van de dierenartsenpraktijk, neemt Siegfried impulsief mevrouw Harbottle in dienst. Later moet hij een boer slecht nieuws brengen over een lievelingskoe. Mevrouw Hall gaat naar de bioscoop, terwijl Helen en James een fret ontmoeten in de kroeg. De veranderingen die door mevrouw Harbottle zijn aangebracht, beginnen te schuren op zowel klanten als de andere bewoners van Skeldale House. Siegfried heeft een lumineus idee om te voorkomen dat de koe naar Mallocks gaat, en mevrouw Harbottle is beledigd door een actie van de huisbewoners achter haar rug om. James en Helen besluiten dat het nu toch het juiste moment is om een kind te krijgen. |            |                                     |                  |                 |                                  |                                         |
| 24 | 3          | Right Hand Man                      | Stewart Svaasand | Maxine Alderton | 19 oktober 2023                  | 3,72                                    |
| Diergeneeskundestudent Richard Carmody wordt gerekruteerd om James te helpen, maar veroorzaakt spanningen tussen James en Siegfried. Zijn gebrek aan praktijkervaring komt ook tot uiting tijdens bezoeken aan boerderijen. Helen en James proberen tijd voor zichzelf te krijgen, maar dit blijkt moeilijk. Mevrouw Pumphrey houdt een theekransje om het contact tussen de gemeenschap en het trainingskamp van het leger aan te moedigen; een incident op het feest helpt Helen een mysterie op te lossen rond het gedrag van de hond waar mevrouw Pumphrey voor zorgt. Mevrouw Hall en Gerald hebben een romantische samenkomst. Alle drie de dierenartsen zorgen voor een getroffen paard. |            |                                     |                  |                 |                                  |                                         |
| 25 | 4          | By the Book                         | Stewart Svaasand | Maxine Alderton | 26 oktober 2023                  | 3,77                                    |
| Richard Carmody ontdekt dat zijn behandeling van klanten wordt bekritiseerd, en hij moet een training volgen terwijl zijn boeken in beslag worden genomen. Een potentiële tragedie treft een nieuwe boer en zijn gezin, maar de impact ervan wordt verminderd wanneer de gemeenschap zich verzamelt. Als gevolg hiervan en Carmody's aandacht voor onderzoek, bevinden Helen en James zich een tijdje in een wanhopig gespannen situatie. Carmody verbetert zijn benadering van klanten wanneer hij een lethargisch dier en zijn eigenaar aanpakt, maar last heeft van irritante gevolgen. |            |                                     |                  |                 |                                  |                                         |
| 26 | 5          | Papers                              | Jordan Hogg      | Jamie Crichton  | 2 november 2023                  | 3,78                                    |
| Richard Carmody begint met rijlessen, en die verlopen niet goed. Hij komt nog verder in de problemen wanneer mevrouw Pumphrey weigert te accepteren dat hij een vervanger kan zijn voor de pekingees Tricki-Woo's 'oom Herriot', die nu is opgeroepen. Mevrouw Hall krijgt slecht nieuws. De plannen van James en Helen voor een afscheidspicknick op het platteland worden verstoord door een gewonde kat. Richard krijgt echter hulp bij het rijden uit een onverwachte hoek en de picknick wordt wel geconsumeerd, zij het niet buiten. Mevrouw Hall neemt een gewichtig besluit. Als James vertrekt, wordt Richard door Siegfried gevraagd om zijn verblijf te verlengen. |            |                                     |                  |                 |                                  |                                         |
| 27 | 6          | The Home Front                      | Stewart Svaasand | Jamie Crichton  | 9 november 2023                  | 3,77                                    |
| Helen voelt zich onrustig in Skeldale House bij de afwezigheid van James, en keert terug naar de familieboerderij zodat ze haar vader en zus Jenny kan helpen, maar alles gaat niet van een leien dakje. Siegfried kampt met een waterlek, en ondertussen geeft mevrouw Hall hem ontrustend nieuws over haar plannen voor de toekomst. Richard Carmody ligt overhoop met een boer over de ziekte van een koe. Helen keert terug naar Skeldale na een ruzie met haar vader, maar ontdekt dan de redenen voor zijn bezorgdheid over haar zwangerschap. Mevrouw Hall en Gerald worden geconfronteerd met hun verschillende moeilijkheden. |            |                                     |                  |                 |                                  |                                         |
| 28 | 7          | On a Wing and a Prayer Kerstspecial | Jordan Hogg      | Ben Vanstone    | 21 december 2023                 | 3,71                                    |
| Als Kerstmis nadert, krijgt Carmody een pijnlijke beet. Helen bereidt zich voor op de geboorte van haar kind, maar rijdt bijna naar James, die tegen het einde van zijn basistraining op een RAF-basis is. Als dierenarts krijgt James de opdracht om voor een gewonde havik te zorgen die een mascotte is, maar hij is zo wanhopig om Helen te zien dat hij zonder toestemming vertrekt. Een officier onderschept hem echter voordat hij Darrowby bereikt en hij moet de zorg voor de vogel hervatten. Siegfried, Carmody en mevrouw Pumphrey besteden veel tijd aan de voorbereidingen voor de kerstlunch in de Darrowby Arms, terwijl mevrouw Hall het meeste echte werk doet. Helen krijgt weeën en moet lang wachten op een verloskundige. Nadat de gewonde vogel weer vliegt, krijgt James twee dagen verlof om naar huis te gaan, en hij arriveert net nadat zijn zoon geboren is. |            |                                     |                  |                 |                                  |                                         |